# تصویربرداری دیجیتال
تصویربرداری دیجیتال (به انگلیسی: Digital radiography) یک نوع تصویربرداری با اشعه ایکس است که در آن، به جای فیلم‌های سنتی عکاسی، از سنسورهای دیجیتال اشعه ایکس استفاده می‌شود. مزایای این روش شامل بهبود راندمان زمانی از طریق دور زدن لزوم وقوع رخدادهای شیمیایی، توانایی انتقال دیجیتالی و بهبود تصاویر است. همچنین برای ایجاد یک تصویر با کنتراست مشابه با رادیوگرافی معمولی، می‌توان از تابش اشعه ایکس کمتر استفاده کرد.
رادیوگرافی دیجیتال به جای استفاده از فیلم اشعه ایکس، از دستگاه ضبط عکس دیجیتال استفاده می‌کند. این مورد مزایایی شامل پیش نمایش و در دسترس بودن سریع تصویر را باعث می‌شود و علاوه بر این موجب حذف مراحل هزینه‌بر پردازش فیلم شده و محدوده دینامیکی گسترده‌تری را ارائه می‌دهد؛ همچنین امکان استفاده از تکنیک‌های پردازش تصویر خاص که کیفیت کلی تصویر را افزایش می‌دهند، وجود دارد.

## آشکارسازها

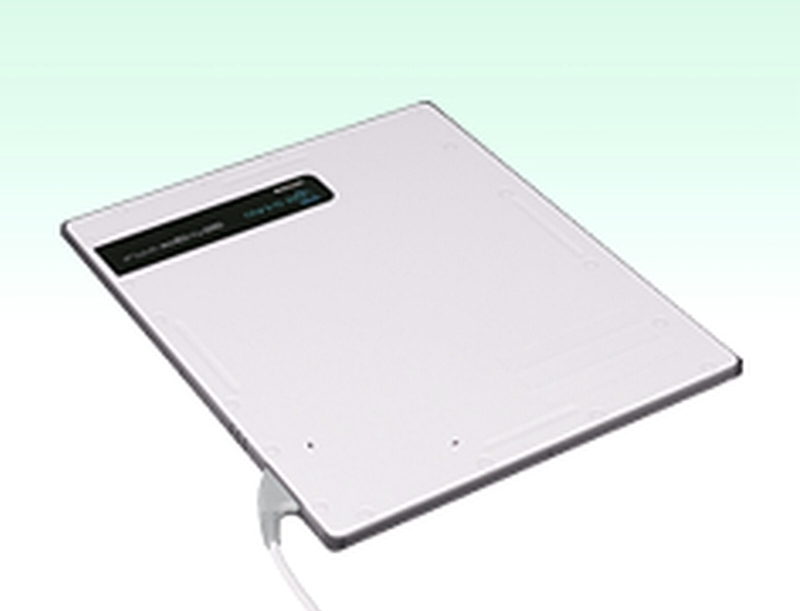
آشکارساز صفحه مسطح استفاده شده در رادیوگرافی دیجیتال

### آشکارسازهای صفحه تخت
آشکارسازهای صفحه تخت (FPDs) شایع‌ترین نوع آشکارسازهای دیجیتال مستقیم هستند. آنها در دو دسته اصلی طبقه‌بندی می‌شوند:
1. آشکارسازهای صفحه تخت (FPDs) غیر مستقیم : سیلیکون آمورف (a-Si) رایج‌ترین ماده آشکارسازهای صفحه تخت تجاری است. ترکیب آشکارسازهای سیلیکون آمورف با یک سینتیلاتور در لایه خارجی آشکارساز، که از سزیم یدید (CsI) یا گادولینیم اکسی سولفید (Gd2O2S) ساخته شده، اشعه ایکس را به نور تبدیل می‌کند. به دلیل این تبدیل، آشکارساز سیلیکون آمورف به عنوان یک دستگاه تصویربرداری غیرمستقیم شناخته می‌شود. نور در لایه فوتودیود سیلیکون آمورف به سیگنال خروجی دیجیتال تبدیل می‌شود. سپس سیگنال دیجیتال توسط ترانزیستورهای فیلم نازک (TFT) یا دستگاه بار جفت شده (CCD) خوانده می‌شود.[۲]
2. آشکارسازهای صفحه تخت (FPDs) مستقیم : FPDهای آمورف سلنیم (a-Se) به عنوان «آشکارسازهای مستقیم» شناخته می‌شوند زیرا فوتون‌های اشعه ایکس به‌طور مستقیم به بار (الکترون) تبدیل می‌شوند. در این طراحی معمولاً لایه خارجی فلت پنل یک الکترود بایاس ولتاژ بالا است. فوتون‌های اشعه ایکس جفت الکترون-حفره‌هایی را در آمورف سلنیوم ایجاد می‌کنند و گذرش این الکترون و حفره‌ها بستگی به این ولتاژ بایاس دارد. وقتی که حفره‌ها با الکترون جایگزین می‌شوند، الگوی شارژ حاصل شده در لایه سلنیوم توسط آرایه ای از TFT، آرایه ماتریس فعال، پروب‌های الکترومتر یا آدرس خط میکرو پلاسما خوانده می‌شود.[۲][۳]

### سایر آشکارسازهای دیجیتال مستقیم
آشکارسازهای مبتنی بر CMOS و دستگاه‌های بار جفت شده (CCD) نیز توسعه یافته‌اند، اما با وجود قیمت پایین‌تر نسبت به FPDها، طراحی‌های بزرگ و کیفیت تصویر بدتر مانع از پذیرش گسترده آن‌ها شده‌است. یک آشکارساز حالت جامد با چگالی اسکن خط بالا از باریم فلئوروبرومید دوپ شده با یوروپیم (BaFBr: Eu) یا سزیم برومید (CsBr) فسفر تشکیل شده‌است. آشکارساز فسفری در هنگام قرارگیری در معرض تابش انرژی اشعه ایکس را ثبت می‌کند و توسط یک دیود لیزری اسکن می‌شود تا انرژی ذخیره شده را تحریک کند که آزاد شده و توسط آرایه ضبط تصویر دیجیتال دستگاه بار جفت شده (CCD) خوانده می‌شود.

### رادیوگرافی صفحه فسفر
رادیوگرافی صفحه فسفر  شبیه به سیستم آنالوگ قدیمی فیلم‌های حساس به نور است که بین دو صفحه نمایش حساس به اشعه ایکس قرار دارد و تفاوت آن این است که فیلم آنالوگ با یک صفحه تصویربرداری با فسفر حساس به نور (PSP) جایگزین شده‌است، که تصاویر را ذخیره می‌کند تا با استفاده از یک دستگاه خواندن تصویر، که معمولاً تصویر را به یک سامانه بایگانی و تبادل تصویر معروف به سیستم (PACS) انتقال می‌دهد، خوانده شود. این همچنین رادیوگرافی مبتنی بر صفحه PSP یا رادیوگرافی محاسبه شده (computed radiography) (با توموگرافی کامپیوتری که با استفاده از پردازش کامپیوتری چندین پروجکشن رادیوگرافی را به یک تصویر سه بعدی تبدیل می‌کند، اشتباه گرفته نشود) نامیده می‌شود. پس از قرار گرفتن در معرض اشعه ایکس، صفحه (ورق) در یک اسکنر ویژه قرار می‌گیرد که در آن تصویر پنهان شده با استفاده از اسکن نور لیزر، نقطه نقطه بازیابی شده و دیجیتالی می‌شود. تصاویر دیجیتال شده، ذخیره شده و روی صفحه کامپیوتر نمایش داده می‌شوند. رادیوگرافی صفحه فسفر به این دلیل که این صفحه تنها جایگزین فیلم موجود می‌شود، مزیت امکان اتصال در تجهیزات موجود بدون نیاز به انجام اصلاحات را دارد. با این حال، شامل هزینه‌های اضافی برای اسکنر و جایگزینی صفحات خراشیده‌است. در ابتدا صفحات فسفر رادیوگرافی یک سیستم انتخابی بود؛ سیستم‌های اولیه رادیوگرافی دیجیتال به‌طور قابل ملاحظه ای گران بودند (هر کاست در حدود £ ۵۰- £ ۵۰ قیمت داشت) از آنجا که هیچ چاپ فیزیکی وجود ندارد و پس از پروسه خواندن، یک تصویر دیجیتالی به دست می‌آید، رادیوگرافی محاسبه شده به عنوان یک تکنولوژی دیجیتال غیر مستقیم شناخته می‌شود، که بین فیلم‌های اشعه ایکس و آشکارسازهای کاملاً دیجیتال ارتباط ایجاد می‌کند.

## استفاده صنعتی

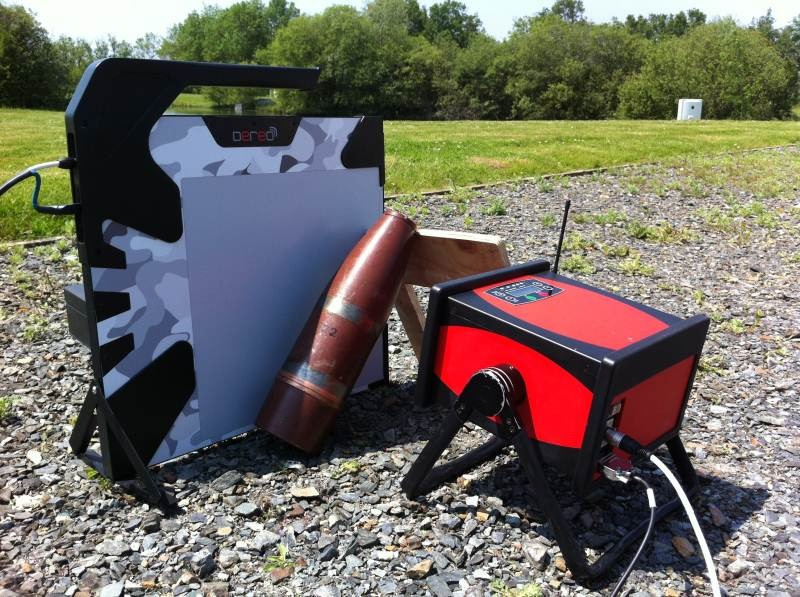
EOD (انهدام انبار انفجاری) آموزش و آزمایش مواد. پوسته ۱۰۵ میلیمتری با ژنراتور پرتوی ایکس قابل حمل و باتری خور و آشکارساز صفحه مسطح رادیوگرافی شده‌است.

### امنیت
رادیوگرافی دیجیتال در اشکال مختلف آن (به عنوان مثال، CCD و سیلیکون آمورف) برای بیش از ۲۰ سال مورد بررسی از لحاظ ایمنی اشعه ایکس بوده‌است و توانسته در زمینه امنیت و تست‌های غیرمخرب بودن (NDT) به صورت گسترده جایگزین استفاده از فیلم برای آشکارسازی اشعه ایکس شود. رادیوگرافی دیجیتال به دلیل چندین مزیت اصلی خود از جمله کیفیت عالی تصویر، احتمال تشخیص بالا، قابل حمل، سازگاری با محیط زیست و تصویربرداری فوری یک پنجره فرصت برای صنعت امنیتی NDT باز کرده‌است.

### مواد
آزمایش غیرمخرب مواد در زمینه‌هایی مانند هوا فضا و الکترونیک که در آن یکپارچگی مواد برای اهداف ایمنی و هزینه ضروری است، بسیار مهم است. از جمله مزایای فناوری‌های دیجیتال می‌توان به توانایی ارائه نتایج در زمان واقعی اشاره داشت.

## تاریخ

سیستم تصویربرداری مستقیم اشعه ایکس (DXIS) - صفحه نمایش زمان واقعی

### تحولات کلیدی
| ۱۹۸۳ | سیستم‌های رادیوگرافی فسفر ابتدا به استفاده کلینیکی وارد شد.                            |
| ۱۹۸۷ | رادیوگرافی دیجیتال در دندانپزشکی ابتدا تحت عنوان "RadioVisioGraphy" معرفی شد.         |
| ۱۹۹۵ | شرکت Signet فرانسه، اولین سیستم پانورومیک دیجیتال دندان را معرفی کرد.                 |
|      | اولین آشکارسازهای سلنیم آمورف و سیلیکن آمورف معرفی شدند.                              |
| ۲۰۰۱ | اولین CsI FPD غیر مستقیم تجاری برای ماموگرافی و رادیوگرافی عمومی در دسترس قرار گرفت . |
| ۲۰۰۳ | آشکارسازهای CMOS بی‌سیم برای امور دندانپزشکی توسط Schick Technologies ارائه شد         |

## همچنین نگاه کنید
- رادیوگرافی دندانی
- فلوروسکوپی
- آشکارسازهای اشعه ایکس